# Тарнов
Та̀рнов или Тарнув (на полски: Tarnów; на немски: Tarnau; украински: Тарнів) е град в Югоизточна Полша, Малополско войводство. Административен център на Тарновски окръг без да е част от него. Самият град е обособен в самостоятелен окръг (повят) с площ 72,38 км2.

## География
Градът се намира край река Бяла Тарновска.

## Население
Според данни от полската Централна статистическа служба, към 1 януари 2014 г. населението на града възлиза на 112 120 души. Гъстотата е 1 549 души/км2.

## Фотогалерия
- Площад „Крал Кажимеж III Велики“
- Улица „Краковска“
- Улица „Валова“